# Buzet-sur-Tarn
Buzet-sur-Tarn è un comune francese di 2 320 abitanti situato nel dipartimento dell'Alta Garonna nella regione dell'Occitania.

## Società

### Evoluzione demografica
Abitanti censiti